# 城郊乡 (扶沟县)
城郊乡，是中华人民共和国河南省周口市扶沟县下辖的一个乡镇级行政单位。

## 行政区划
城郊乡下辖以下地区：
前许村、后许村、张庄村、丁庄村、庞庄村、罗沟村、拐王村、马村、八里营村、赵沟村、后张村、五里店村、前谢村和后谢村。